# Cours inférieur de l'Aude
Cours inférieur de l'Aude este o arie protejată (sit de importanță comunitară — SCI) din Franța întinsă pe o suprafață de 5.358 ha, din care 87 % marine.

## Localizare
Centrul sitului Cours inférieur de l'Aude este situat la coordonatele 43°14′54″N 3°07′12″E / 43.24833°N 3.12°E.

## Înființare
Situl Cours inférieur de l'Aude a fost declarat arie specială de conservare în baza directivei 92/43 din 1992 referitoare la conservarea habitatelor naturale și a faunei și florei sălbatice pentru a proteja 11 specii de animale.

## Biodiversitate
Situată în ecoregiunea mediteraneană, aria protejată conține 12 habitate naturale: Cursuri de apă de la nivel de câmpie la nivel montan, cu vegetație Ranunculion fluitantis și Callitricho-Batrachion, Recifuri, Bancuri de nisip acoperite în permanență slab de apă marină, Tufărișuri halofile mediteraneene și termo-atlantice (Sarcocornetea fruticosi), Galerii de Salix alba și de Populus alba, Păduri de Quercus ilex și Quercus rotundifolia, Râuri mediteraneene cu debit permanent și vegetație de Glaucium flavum, Râuri mediteraneene cu debit permanent cu specii de Paspalo-Agrostidion și galerii riverane de Salix și de Populus alba, Terase mlăștinoase și terase nisipoase neacoperite de apă la reflux, Galerii și tufărișuri riverane sudice (Nerio-Tamaricetea și Securinegion tinctoriae), Pășuni mediteraneene udate de apa mării (Juncetalia maritimi), Dune mobile de-a lungul țărmului cu Ammophila arenaria („dune albe”).
La baza desemnării sitului se află mai multe specii protejate:
- mamifere (2): liliac cu urechi de șoarece (Myotis blythii), delfin mare (Tursiops truncatus)
- nevertebrate (3): Gomphus graslinii, Macromia splendens, Oxygastra curtisii
- pești (5): Alosa fallax, Lampetra fluviatilis, Parachondrostoma toxostoma, Petromyzon marinus, boarță (Rhodeus amarus)
- reptile (1): Caretta caretta

Pe lângă speciile protejate, pe teritoriul sitului au mai fost identificate 1 specie de păsări, 1 specie de mamifere, 1 specie de nevertebrate, 6 specii de pești.